# Dolmen in Thrakien
Die megalithischen Dolmen in Thrakien (auch hier im Sinne des bretonischen Wortes als „Steintische“ aufgefasst) sind seit dem 19. Jahrhundert bekannt aber kaum untersucht. Durch ihre isolierte Lage – vergleichbare Bauten finden sich erst wieder in Abchasien (Georgien) auf der anderen Seite des Schwarzen Meeres – und ihren teilweise schlechten Erhaltungszustand fanden die Dolmen in Thrakien erst spät Beachtung.

## Verbreitung
Die nur noch zu etwa 25 % erhaltenen von einst 750 Dolmen liegen hauptsächlich beiderseits der heutigen Grenze zwischen der Türkei und dem südöstlichen Bulgarien, einige auch in Griechenland.

## Kulturelle und zeitliche Einordnung
Die im Kontext mit den Dolmen gefundene Keramik kann den Ćatalka- und Pšeničevo Gruppen des Tundscha-Mariza-Gebietes zugeordnet werden. Es besteht die Tendenz, die thrakischen Dolmen in die Spätbronzezeit, eher noch an den Beginn der Eisenzeit zu datieren (2400–1300 v. Chr.). Teilweise scheinen die Anlagen bis ins 6. Jahrhundert v. Chr. verwendet worden zu sein. Keiner von den mehr als 600 Dolmen enthielt eine intakte Bestattung.

## Architektur
Nur gelegentlich sind die Decksteine der Kammern vorhanden. Da nur die Dolmen von Hljabovo in Bulgarien und Lalapaşa in der Türkei ausgegraben wurde, blieb ihre Typologie auf die sichtbaren bautypischen Eigenschaften beschränkt. Aufgrund ihrer Kammermaße, die in Länge und Breite nur bei etwa 2,5 m liegen, gehören sie zu den kleinen Megalithanlagen. Sie bestehen aus ein oder zwei geschlossenen hintereinander liegenden (als granzes auch trapezoide) Kammern, deren einzige nach Süden gerichtete Öffnungen, aus so genannten Seelenlöchern bestehen. Die Form dieses Loches ist jedoch nicht rund oder oval wie bei mitteleuropäischen oder hufeisenförmig wie bei sardischen Anlagen, sondern rechteckig. Vor den Nord-Süd gerichteten, rechteckigen oder leicht trapezförmigen Kammern liegt ein dromosartiger Gang bzw. bildet eine breite Ante eine gedeckte Vorkammer. Seitenkammern kommen auch vor. Trotz starker Erosion gelang in den meisten Fällen der Nachweis eines den Dolmen umgebenden Hügels von bis zu 30 m Durchmesser. Der Hügel scheint (z. B. bei Hljabovo) auf der Eingangsseite ähnlich einer Exedra abgeflacht gestaltet gewesen zu sein.

## Bulgarien
Nur die bergige Region um Sosopol ist übersät mit mehreren hundert thrakischen Dolmen, die Megalithanlagen im aus Gneis und Granit bestehen. Sie waren einst weitaus zahlreicher und werden von Felsengräbern und Menhiren begleitet.
Im Rahmen der Expedition „Strandscha-Sakar“ unter der Leitung der Archäologin Daniela Agra wurden seit Anfang der 2000er Jahre mehrere Dolmen in den Gebirgen Strandscha und Sakar untersucht. Der größte Dolmen Bulgariens "So Far" (dt. Stein Ei) wurde 2015 in der Nähe von Zlatosel im Sredna-Gora-Gebirge entdeckt.

## Türkei
Die Megalithanlagen (56 Dolmen sind erfasst) im türkischen Teil Thrakiens konzentrieren sich auf die Regionen Sakar und Strandscha. Ab 1990 wurden sie kartiert und dokumentiert. Viele ihrer baulichen Überreste liegen auf den Terrassen des Strandschagebirges.

## Griechenland
Die wenigen Dolmen und zahllosen Menhire im griechischen Teil des Rhodopengebirges sind noch völlig unerforscht.